# Gelson
Gelson, właśc. Jacinto Muondo Dala (ur. 13 lipca 1996 w Luandzie) – angolski piłkarz występujący na pozycji napastnika w katarskim klubie Al-Wakrah SC oraz w reprezentacji Angoli.
Gelson jest wychowankiem stołecznego CD Primeiro de Agosto, z którym w 2016 roku został mistrzem Angoli. W tym samym sezonie strzeliwszy 23 gole został królem strzelców angolskiej ekstraklasy.
6 grudnia 2016 Sporting CP ogłosił pozyskanie Gelsona oraz Ary'ego Papela. Obaj podpisali kontrakty ważne od 1 stycznia 2017 do 30 czerwca 2019, z możliwością przedłużenia ich o trzy lata. W ich umowach zawarto klauzule odstępnego wynoszącą 60 milionów euro. W rezerwach Sportingu Gelson zadebiutował 15 stycznia 2017 w przegranym 0:2 meczu Segunda Liga z Portimonense SC. 23 stycznia zdobył pierwszą bramkę w nowym klubie, strzelając gola w zremisowanym 1:1 meczu ligowym ze Sportingiem Covilhã.
W reprezentacji Angoli zadebiutował 13 czerwca 2015 w meczu eliminacji Pucharu Narodów Afryki 2017 z Republiką Środkowoafrykańską. W wygranym 4:0 meczu Gelson zdobył dwie bramki.